# Schwenkkran T 157
| T 157                              | T 157                                      |
| T 157/2 „Empor“ mit Schalengreifer | T 157/2 „Empor“ mit Schalengreifer         |
| ---------------------------------- | ------------------------------------------ |
| Hersteller:                        | VEB Landmaschinenbau „Rotes Banner“ Döbeln |
| Produktionszeitraum:               | 1957 bis 1970                              |
| Vorgängermodell:                   |                                            |
| Nachfolgemodell:                   | Schwenkkran T 159                          |
| Motorenhersteller:                 | Dieselmotorenwerk Schönebeck               |
| Motorbezeichnung:                  | 2 KVD 9 SVL                                |
| Motorleistung:                     | 13,2 kW bei 3000/min                       |
| Getriebe:                          | 8-Gang-Wechselgetriebe                     |
| Schwenkbereich:                    | 230°                                       |
| Masse:                             | 3580                                       |
| Länge:                             | 5000 mm                                    |
| Höhe:                              | 2800 mm                                    |
| Breite:                            | 2000 mm                                    |

Der Hydraulische Schwenkkran T 157 wurde ab 1957 im VEB Landmaschinenbau „Rotes Banner“ Döbeln produziert. Das Fahrzeug basiert auf dem Geräteträger RS09. Der Lader war für den Binnenmarkt ausgelegt und sollte die Arbeitsproduktivität erhöhen.
Umgangssprachlich wird der Kran aufgrund der überschaubaren Hubkraft auch als Zwiebelzieher oder Erdbeerpflücker und wegen des Aussehens auch als Hühnerknie bezeichnet.

## Hydraulischer Schwenkkran T 157 (für die Bauwirtschaft)

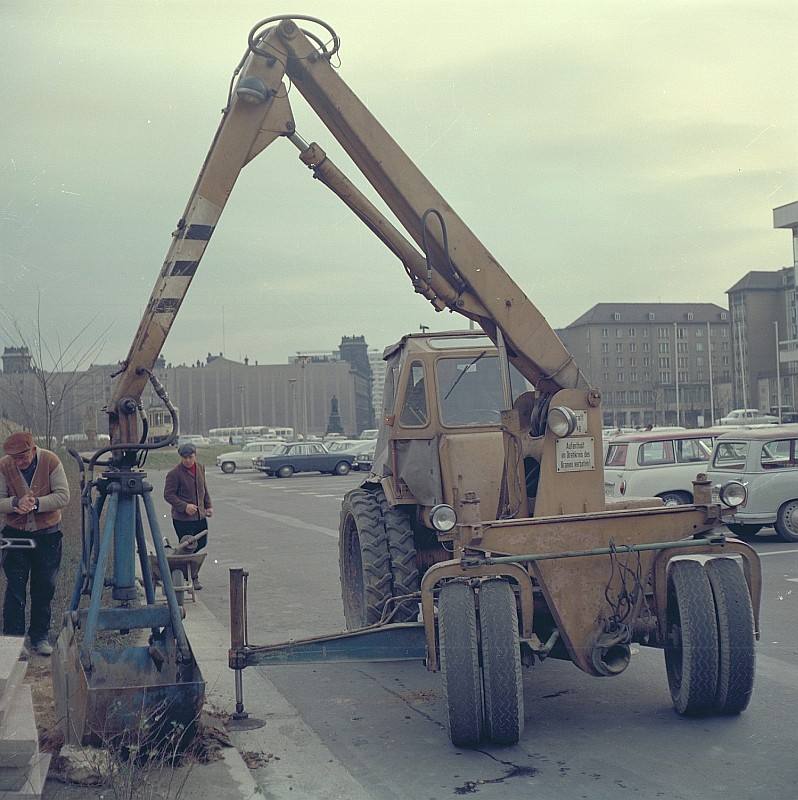
T 157, zu erkennen am langen Lastarm und der „Blocklenkung“ mit der Zwillingsbereifung

Der Hydraulische Schwenkkran T 157 wurde speziell für den Einsatz in der Bauwirtschaft entwickelt. Der T 157 wie auch der T 157/1 haben einen Blockausleger mit einer Blocklenkung. Motorisiert war das Fahrzeug zunächst mit einem Lizenzbau des Zweizylinder-Viertakt-Dieselmotors D 21 der Firma J. Warchalowski. Mit einem 8-Gang-Wechselgetriebe erreicht der T 157 Geschwindigkeiten zwischen 0,6 km/h und 15 km/h. Der Ausleger kann mit einem Lasthaken, einem Greifer, einer Zange, einem Vakuumheber oder einem Erdlochbohrer bestückt werden. Das Fahrzeug kostete 36.000 Mark.

## Hydraulischer Schwenkkran T 157/1 (Dungkran)

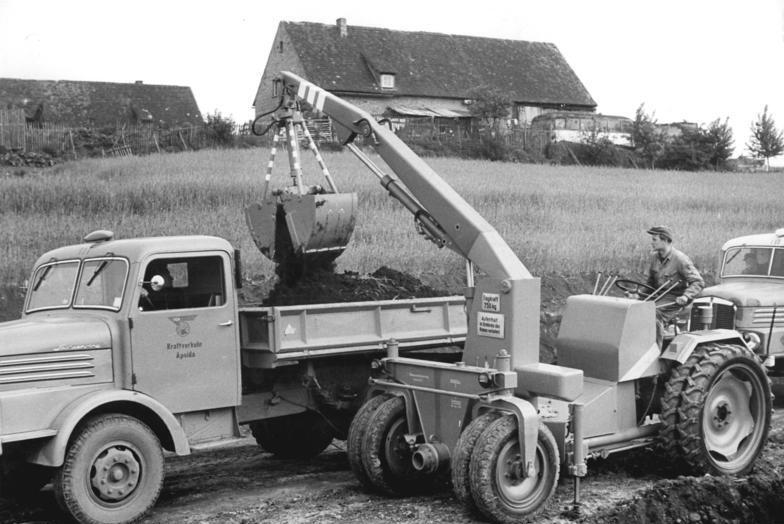
T 157/1 einer MTS mit kurzem Lastarm

Der T 157/1 war ein für die Verwendung in der Land- und Forstwirtschaft spezifizierter T 157. Die wesentlichen Unterschiede bestanden im verkürzten Lastarm und der Abstützung, die weder ausziehbar noch schwenkbar war, sondern in Radspurlinie lag. Das Gerät war besonders für das Entmisten von Tieflaufställen geeignet, bei denen das Ladegut bis zu 1,40 m tiefer als das Fahrzeug selbst liegen konnte. Die lichte Höhe ist 3,30 m, bei einem Schwenkbereich von 210°. Die maximale Hebelast betrug 750 kp. Das Fahrzeug kostete 36.000 Mark.

## Hydraulischer Universallader T 157/2 „Empor“

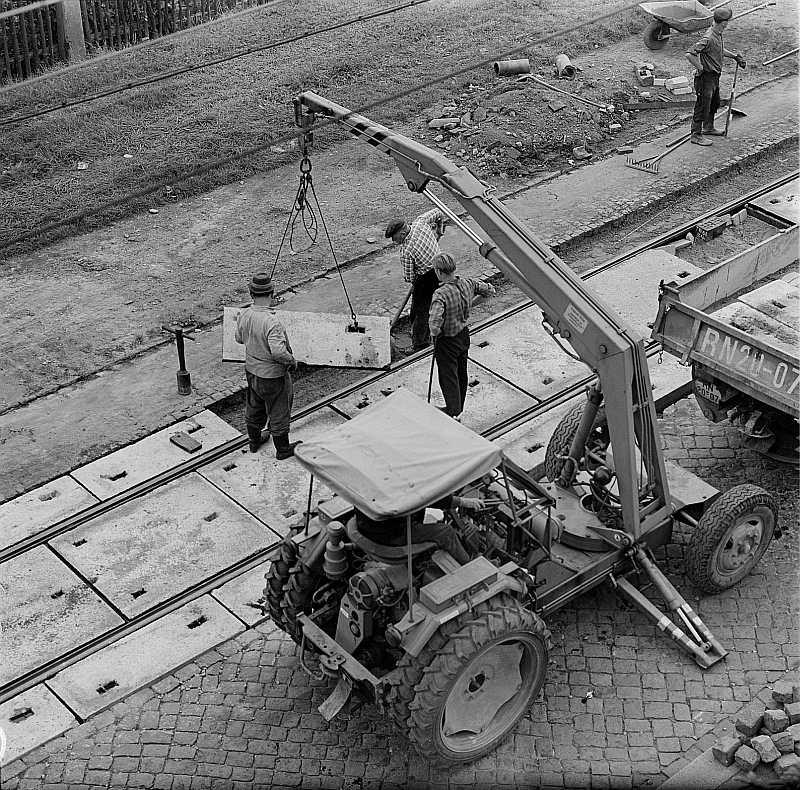
Hydraulischer Universallader T 157/2 „Empor“ beim Straßenbahngleisbau

Der Hydraulische Universallader T 157/2 „Empor“ ist eine konstruktive Weiterentwicklung des T 157/1 mit dem Ziel der universalen Verwendung in Bauindustrie und Landwirtschaft. Seine Serienproduktion begann nach 1960. Der wesentlichste Unterschied liegt in der Neukonstruktion des Auslegers und der Lenkung. Der Drehkranz mit dem Kranteil ruht auf Stahlkugeln. Der untere und obere Gelenkausleger wird jeweils durch einen Wippzylinder gehoben oder gesenkt.
Der Rahmen besteht aus einem axialen Rohr mit seitlichen Längsträgern, welche mit Querstreben versteift sind. Die große Zwillingsbereifung und die hydraulisch ausfahrbaren Abstützungen bieten eine relativ gute Standsicherheit. Die Vorderachse ist pendelnd aufgehängt. Der luftgekühlte 18 PS (13,2 kW) leistende Dieselmotor und das Getriebe sind über der Hinterachse, unter dem Fahrersitz angeordnet. Mit Werkzeugen wie Dunggreifer, Schalengreifer, Polypengreifer, Haken, Erdbohrgerät und anderen ist der T157/2 sowohl als Hebezeug für Kran- und Greiferbetrieb, als auch für Erd- und Tiefbauarbeiten einsatzfähig. Das Fahrzeug kostete 26.400 Mark.